# Keeway Focus

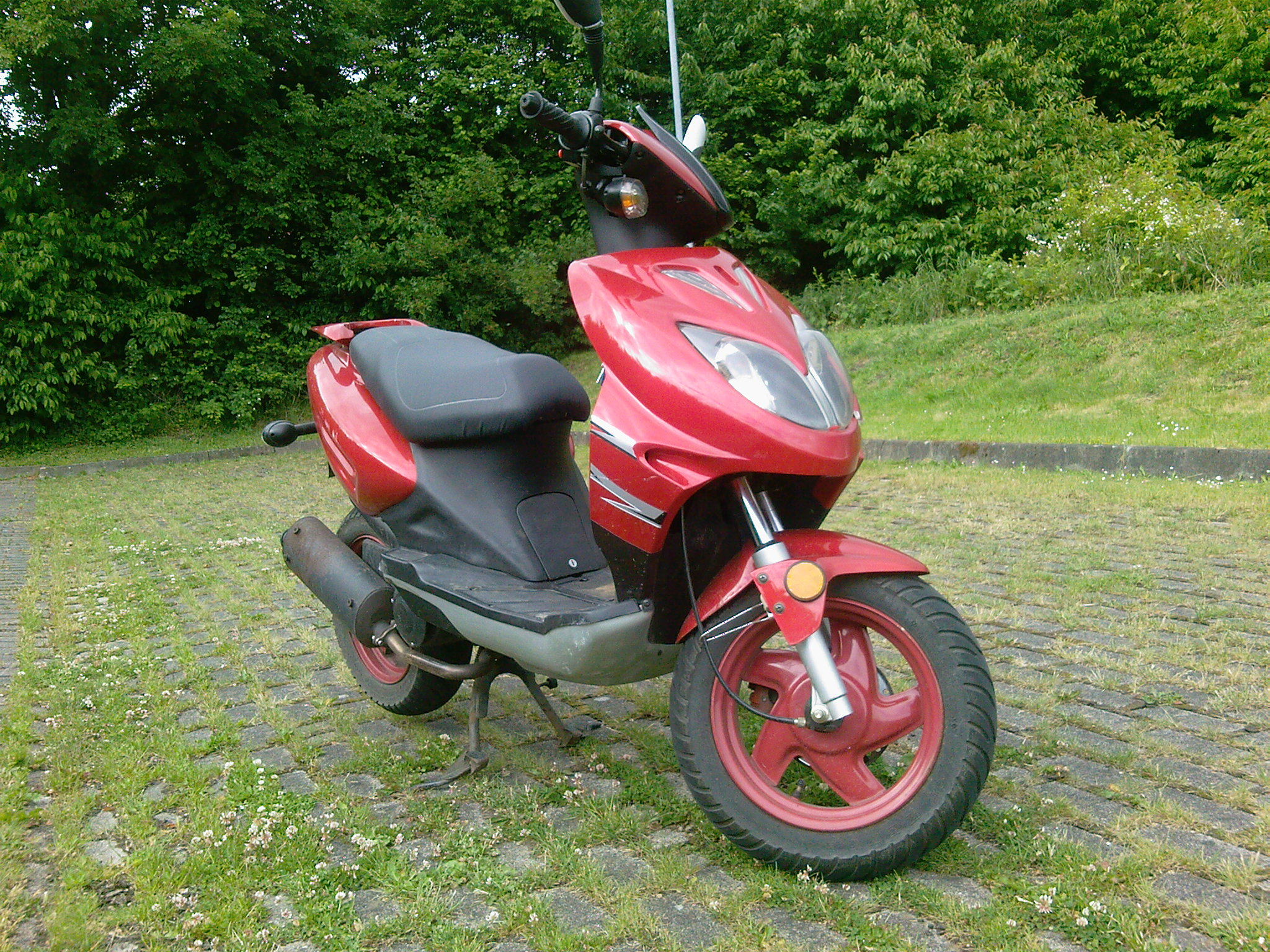
Motorroller Keeway Focus (Baujahr 2005), Aussehen im Werkszustand

Der Keeway Focus ist ein von 2003 bis 2006 von Qianjiang gebauter Motorroller. Er ist das Vorgängermodell des Keeway F-Act.
Er hat einen luftgekühlten liegenden 50-cm³-Einzylinder-Zweitaktmotor, der 2,1 kW (2,9 PS) leistet und ein maximales Drehmoment von 3,5 Nm hat. Er ist der Nachbau eines Motors von Minarelli.
Gedrosselt wird der Roller als 45-km/h-Version unter anderem über einen Distanzring in der stufenlosen Keilriemenautomatik, sodass er mit einem EU-Führerschein der Klasse AM gefahren werden darf. Entfernt man den Distanzring, kann der Roller eine Geschwindigkeit von 60 km/h erreichen.
Alternativ war der Focus auch als 25-km/h-Version oder mit 125-cm³-Viertaktmotor erhältlich.

## Technische Daten
| Modell                | Keeway Focus 50                     |
| --------------------- | ----------------------------------- |
| Motor                 | Einzylinder-Zweitaktmotor (liegend) |
| Gemisch               | 1:50                                |
| Kühlung               | Luft                                |
| Leistung              | 2,1 kW (2,9 PS) bei 5.500/min       |
| Drehmoment            | 3,5 Nm (0,4 kpm) bei 5.400/min      |
| Hubraum               | 49,2 cm³                            |
| Bohrung/Hub           | 40,0/39,2 mm                        |
| Starter               | E-Starter/Kickstarter               |
| Schadstoffklasse      | Euro 2                              |
| Akku                  | 12 V/4 Ah                           |
| Getriebe              | stufenloses Keilriemengetriebe      |
| Vorderradfederung     | Telegabel                           |
| Hinterradfederung     | Triebsatzschwinge, ein Federbein    |
| Radstand              | 1.270 mm                            |
| Länge                 | 1.800 mm                            |
| Breite                | 700 mm                              |
| Höhe                  | 1.100 mm                            |
| Bremsen               | Scheiben/Trommel                    |
| Reifen vorn           | 120/70-12 51J                       |
| Reifen hinten         | 130/70-12 56J                       |
| Sitzhöhe              | 700 mm                              |
| Leergewicht           | 96 kg                               |
| Zuladung              | 165 kg                              |
| Gesamtgewicht         | 261 kg                              |
| Tank/Reserve          | 6,0/1,5 Liter                       |
| Öltank                | ca. 1 Liter                         |
| Höchstgeschwindigkeit | 45 km/h                             |
| 0–40 km/h             | ca. 14 Sekunden                     |
| Leistungsgewicht      | 0,021 kW/kg (33,1 kg/PS)            |
| Preis                 | 1.299 €                             |

### Ausstattung
Helmfach, Gepäckträger, Tankuhr, Hauptständer, Seitenständer, Zeituhr
Ein besonderes Extra ist, dass sich der Motorroller über einen Funkschlüssel fernstarten lässt. Außerdem hat er noch eine Alarmanlage, die auch über den Schlüssel aktiviert werden kann.